# خطمي
الخَطْمِيّ  أو خبيزة جنس نباتي يتبع الفصيلة الخبازية ويضم بضع مئات من الأنواع أهمها البامية والخطمي الوردي الصيني.

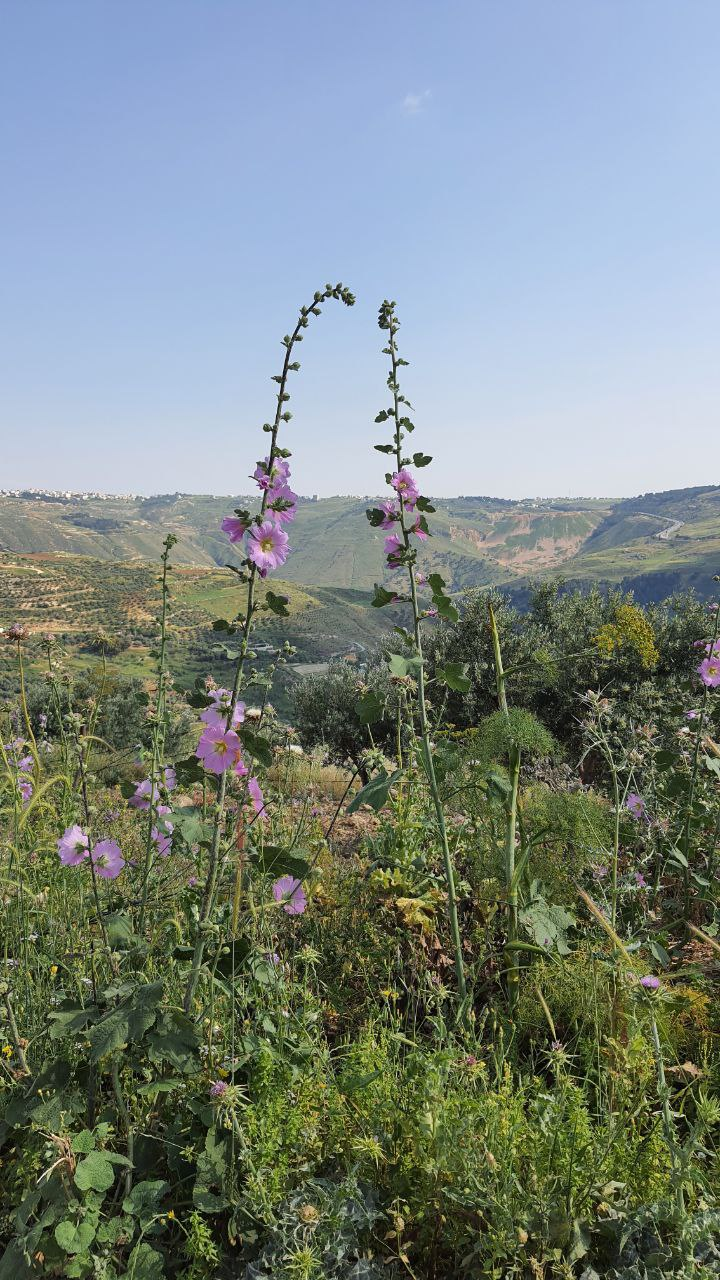
نبات الخطمي في ربيع الأردن

## مراحل دورة حياة نبات الخطمي

مراحل دورة حياة نبات الخطمي

## من أنواعه
- بامية (باللاتينية: Hibiscus esculentus)
- كركديه (باللاتينية: Hibiscus sabdariffa)
- خطمي ساحلي (باللاتينية: Hibiscus tiliaceus)
- خطمي سوري (باللاتينية: Hibiscus syriacus)
- خطمي عالي (باللاتينية: Hibiscus elatus)
- خطمي قرمزي (باللاتينية: Hibiscus coccineus)
- خطمي قنبي أو الجلجل (باللاتينية: Hibiscus cannabinus)
- الخطمي الكبير الأزهار (باللاتينية: Hibiscus grandiflorus)
- خطمي متباين الأوراق (باللاتينية: Hibiscus heterophyllus)
- خطمي منتصب المئبر (باللاتينية: Hibiscus stenanthus)
- خطمي ناعم الأوراق (باللاتينية: Hibiscus malacophyllus)
- خطمي خملي
- خطمي إفريقي
- خطمي جندي
- خطمي منقعي